# Gerd Stieler von Heydekampf
Gerd Stieler von Heydekampf (* 5. Januar 1905 in Berlin; † 25. Januar 1983 in Heilbronn) war ein deutscher Industrieller und Manager. Er war von 1953 bis 1969 Vorstandsvorsitzender der NSU Motorenwerke und von 1969 bis 1971 der Audi NSU Auto Union AG.

## Familie
Gerd Stieler von Heydekampf war der Sohn von Adolf Arthur Kurt Stieler von Heydekampf (1876–1907) und dessen Ehefrau Elisabeth Ida Heuschen (1908–1978). Das Paar hatte folgende Kinder:
- Kurt (* 6. Juni 1933)
- Renate (* 15. Februar 1935)
- Ingrid (* 2. Juni 1937; † 9. Juli 2004)

## Leben

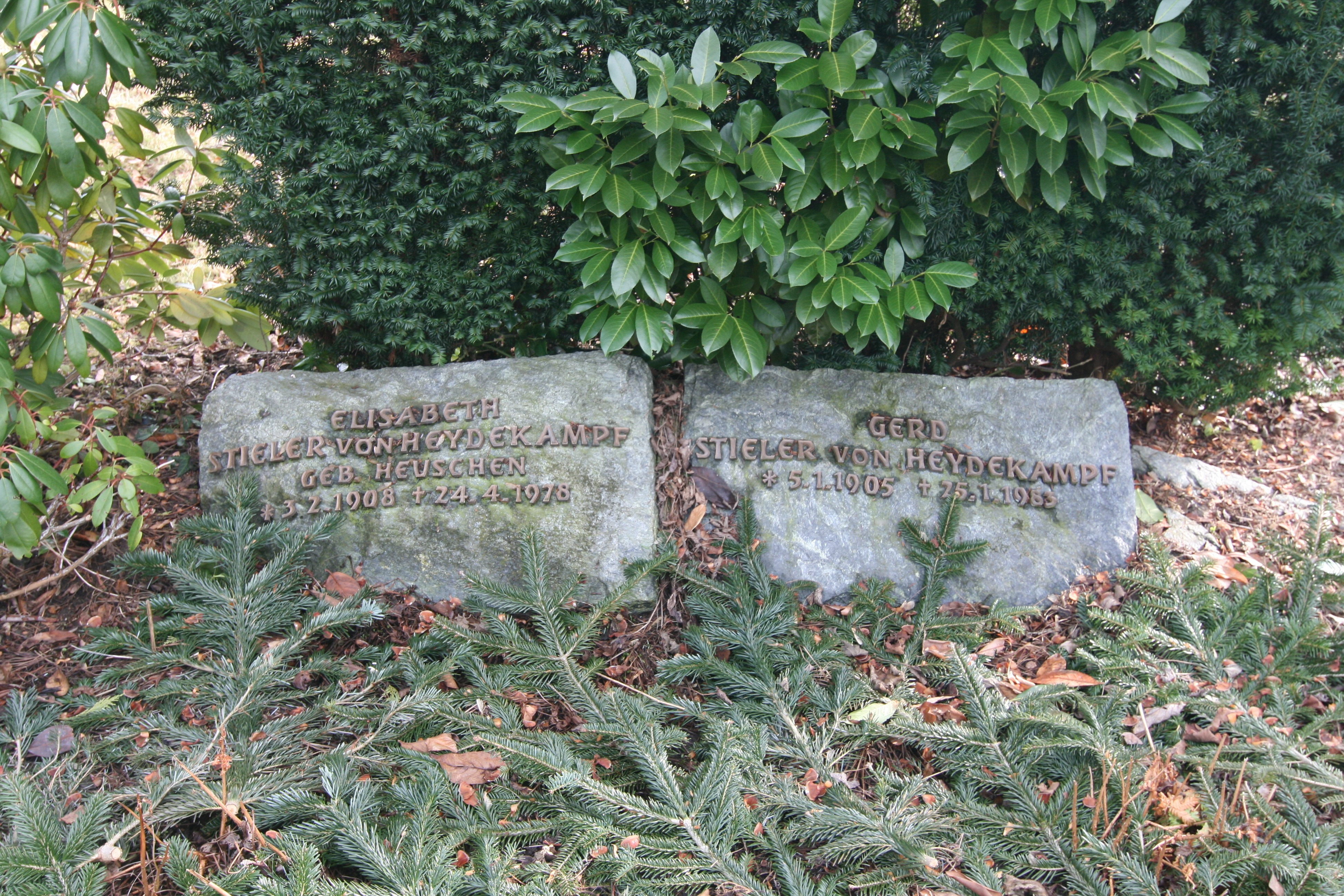
Grab Stieler von Heydekampfs in Stocksberg

Er studierte 1923 bis 1927 an der Technischen Universität Braunschweig Maschinenbau und wurde 1929 zum Dr.-Ing. promoviert. In den Vereinigten Staaten arbeitete er mehrere Jahre bei den Unternehmen Babcock & Wilcox und Baldwin Locomotive Works.
Zurück in Deutschland ging er nach Rüsselsheim zur Adam Opel AG, wo er 1936 Leiter des Einkaufs und Vorstandsmitglied wurde. Im Oktober 1938 wurde er Leiter des Lkw-Werkes in Brandenburg an der Havel und damit Nachfolger von Hanns Grewenig. Außerdem wurde Stieler von Heydekampf, der 1933 der NSDAP beigetreten war, zum Wehrwirtschaftsführer ernannt. 1942 wechselte er zu Henschel & Sohn nach Kassel, wo er Generaldirektor und stellvertretender Vorsitzender des Henschel-Konzerns war. Am 21. Dezember 1943 übernahm er von Ferdinand Porsche den Vorsitz der Panzerkommission des Ministeriums für Rüstung und Kriegsproduktion (Albert Speer) und wurde damit Chef der deutschen Panzerproduktion bis zum Ende des Zweiten Weltkriegs. 1943 und 1944 war Stieler von Heydekampf parallel dazu Vorstandsmitglied des Vereins Deutscher Ingenieure (VDI).
Nach Kriegsende war Stieler von Heydekampf zunächst als Berater und Außendienstmitarbeiter tätig und trat 1948 bei den NSU Motorenwerken in Neckarsulm ein, wo er 1950 Vorstandsmitglied für Verkauf, 1953 Generaldirektor und Vorstandsvorsitzender wurde. In seiner Vorstandszeit entwickelte sich NSU zum größten Zweirad-Produzenten Europas und konnte erfolgreich die Produktion von Automobilen wiederaufnehmen. Die Übernahme durch Volkswagen und die Fusion mit der VW-Tochter Auto Union GmbH zur Audi NSU Auto Union AG im Jahr 1969 wurde von Stieler von Heydekampf vorangetrieben, um den Fortbestand des Standorts Neckarsulm zu sichern. Nach der Fusion leitete er noch bis zum 31. März 1971 den Vorstand des neuen Unternehmens. Dann beendete er aus gesundheitlichen Gründen, er hatte einen Herzinfarkt erlitten, seine berufliche Tätigkeit. Sein Nachfolger als Audi-Vorstandsvorsitzender war Rudolf Leiding.
Stieler von Heydekampf lebte in Heilbronn. 1963 hatte er dem Weiler Stocksberg in den Löwensteiner Bergen, wo er ein Landhaus besaß, gemeinsam mit seiner Frau Elisabeth einen Friedhof mit einer Kapelle gestiftet, der evangelischen Auferstehungskapelle. Auf diesem Stocksberger Friedhof wurde er 1983 begraben.